# ヒロインをめざせ!
『ヒロインをめざせ!』は、小坂理絵作の漫画作品。単行本全2巻。

## 概要
1998年1月から1999年1月まで講談社の漫画雑誌『なかよし』で連載されていた。
特撮の戦隊ヒーローを意識した作品となっている。1巻はエイリアンとの戦い、2巻は人造モンスターとの戦いを描き、時にシリアスながらもコメディ要素が強く、ヒーロー物のお約束へのツッコミや、お約束を逆手に取ったパロディ的な描写が特徴となっている。
絶版になっていたが、2011年9月からJコミで全編無料公開される事となった。

## あらすじ
西暦20XX年。宇宙から現れた未知の物体が地球に漂着しようとしていた。事態を察知した政府は、未知の物体の脅威に備え「ヒーロー」を求めていた。
お調子者の体操選手・白銀みさおは、ひょんなことからある学校を受験することになった。そして見事合格。しかしその学校はなんと戦隊ヒーローを養成する学校だった。他の合格者はやる気満々なのに、彼女だけは困惑するばかり。はたしてみさおはどうなるのか!?

## 登場人物

### ヒーローシックス
国立ヒーロー・ヒロイン養成学校の第一期生。年齢制限は設けられておらず、6歳から15歳までの男女混合メンバーとなる。戦闘時のヒーローコスチュームは揃いのものだがそれぞれ色が異なる。コスチュームのボトムは、男性は長ズボン、女性はミニスカートとなる。
白銀みさお（しらがね -）／ヒーローホワイト
14歳。身長157センチ。血液型B型。女性。
本作の主人公。運動神経抜群で、養成学校に入学する以前は体操部のホープだった。誉められるとすぐに調子に乗って張り切ってしまうおだてに乗りやすい性格。調子に乗ると場の勢いでカッコつけた台詞を口走ってしまい、その事を後でよく恥じている。肩下まである長い髪は、カラーでは青色で表現されている。
スカウトマンにおだてられるままに、実態も知らずに養成学校に入学したが、持ち前の運動神経からヒロインとしての資質を認められ、教官らのおだてに乗りヒロインとしての日々を邁進するようになる。浮世離れしたところのある他メンバーと比べると、比較的常識的な思考回路の持ち主。同期生の明に恋心を抱いている。二期生として現れた黒須悟とは幼なじみ。
ヒーローコスチュームの色決めの際には意欲的な態度を示さず、余った色をもらった結果としてホワイトとなった。
敵と戦う際に叫ぶ口上は「天上天下唯我独尊　ヒーローホワイト」。当初、敵と戦う前に自己紹介なんてやっていたらその間に敵に逃げられてしまうだろう、と口上を馬鹿らしく思い嫌っていたが、おだてに乗った結果、このような口上を考えた。他メンバーは口上を四字熟語で揃えていたため、一人だけ漢字八文字もあるのはずるいとブーイングを受けることとなった。
赤星明（あかぼし あきら／ヒーローレッド）
14歳。身長168センチ。血液型O型。男性。
運動神経が良く正義感の強い少年。整ったルックスで、みさおの片思いの相手。髪は、カラーでは茶色で表現されている。特撮ヒーローオタクで、歴代特撮ヒーローソング集を愛聴し、特撮ヒーローについて語る時は顔つきが尋常ではなくなる。特撮ヒーローを偏愛する一方で、「むかしの女の子系アニメ」を生理的に激しく嫌っている。
父は飲んだくれでまともに働かないというだめな人物だが、そんな父と日夜ケンカをしていた結果、強くなった。父は飲んだくれる前は剣道師範をやっており、その影響で剣術を得意とする。
ヒーローコスチュームの色決めの際、レッドは主人公の色として奪い合いとなっていたが、ジャンケン勝負で勝利を納めた彼が手にすることとなった。
敵と戦う際に叫ぶ口上は「疾風怒濤　ヒーローレッド」。
桃園鈴花（ももぞの すずか）／ヒーローピンク
13歳。身長153センチ。血液型0型。女性。
頭に大きなリボンをつけた、アイドルでもやっていそうな愛くるしい容姿の少女。髪はカラーではピンク色で表現される。おっとりマイペースで、やや天然ボケな性格。自分から皆に呼ぶよう言っている愛称は「リンリン」。幼少の頃から正義のヒロインに憧れており、明とは対照的に魔法少女系ヒロインを好んでいる。本当の悪者はいない、敵でも話しあえばわかる、といった持論を持つが、人間の言葉が通じる相手じゃなかったらどうするのだというみさおのツッコミには答えられなかった。
敵と戦う際に叫ぶ口上は「天下泰平　ヒーローピンク」。
ハルキ＝ブルーウォーター／ヒーローブルー
15歳。身長172センチ。A型。
メンバー最年長。父方がイギリス人でハーフ。金髪碧眼の持ち主。フェミニストで女性に対する振る舞いはまるで王子様のようだが、過剰に崇めるようなその態度を、みさおからは「自分の日常の中にとつぜん入ってくると意外とイヤだね王子様って」と評された。より女性にモテるためにヒーローを志望した。
敵と戦う際に叫ぶ口上は「絢爛華麗　ヒーローブルー」。
黄風来（こう ふうらい）／ヒーローイエロー
6歳。身長81センチ。血液型AB型。男性。
メンバー最年少。お金が好きで、有名になってお金持ちになりたいからとヒーローを志望した。中国人で、語尾に「アル」とつけた話し方をする。髪はカラーでは緑色で表現される。
敵と戦う際に叫ぶ口上は「一攫千金　ヒーローイエロー」。
緑松健二（みどりまつ けんじ）／ヒーローグリーン
12歳。身長149センチ。男性。
非常に影が薄く、同期の仲間たちからも存在を忘れ去られる事が多い。その事がある意味では個性となっている。ヒーローを志望した同期は「めだつため」。幼少期には、かくれんぼの最中に忘れられて一人だけ隠れ続けたという悲しい過去を持つ。
ヒーローコスチュームの色決めの際には、リーダーカラーであるレッドを希望していたが、ジャンケン勝負で敗北。グリーンを割り振られた際は、あまり目立たないその色に失望していた。
敵と戦う際に叫ぶ口上は「大器晩成　ヒーローグリーン」。

### その他
黒須悟（くろす さとる）
14歳。男性。養成学校の二期生。
みさおの幼なじみで、8歳の時に引っ越したきり交流が絶えていたが、養成学校にて再会した。昔は同い年のみさおよりかなり小柄で、みさおの子分のような立場にいた。優しい人物だったが、再会したときにはどこか陰りを帯びた風貌となっていた。
幼少期の引越しの理由は、事故によって両親を失ったためだった。以降は慈善家の紫条家に引き取られ、紫条令嬢である麗良の世話係となった。麗良の亡くなった母が作っていた料理の味を再現できるのは悟だけで重宝されている。麗良に対してはやや口うるさいところがある。養成学校にはヒーローを志望して入学したわけではなく、養成学校を敵視する紫条家当主の命令によって送り込まれたスパイである。
紫条麗良（しじょう れいら）
資産家である紫条家の一人娘。慈善家である父は手広く事業を行うと共に孤児への支援にも尽力しており、紫条家に引き取られてきた悟とは旧知の仲。幼くして母を亡くしている。母の料理の味を知り、麗良のために練習してそれを受け継いだ悟を重宝している。
偽善的な正義をふりかざしているとしてヒーロー・ヒロイン養成学校を嫌う父に賛同し、父の造った合成モンスターを従えては、変装してヒーローたちを襲っているが、毎回返り討ちにあっている。戦いの中で出会った明に一目惚れするが、幼少の頃からそばに使えていた悟に惹かれる思いも持っている。お嬢様らしく傲慢でわがままで、あまり好意を上手く出せない。
十一文字五郎（じゅういちもんじ ごろう）
身長180センチ。血液型A型。男性。
ヒーロー・ヒロイン養成学校の教官。サリーちゃんのパパをイメージした独特な髪型、ゴルゴを思わせる頬の線と太い眉毛を持つ。元は日本首相の側近の一人であったが、ヒーローアニメ世代だからという理由で教官に任命された。暑苦しい性格。